# Napier Eland
Il Napier Eland fu un motore aeronautico a turbina sviluppato dalla Napier Aero Engines, divisione motoristica dell'azienda aeronautica britannica Napier & Son, nei primi anni cinquanta e commercializzato sia come turboalbero, per aeromobili ad ala rotante, che come turboelica per quelli ad ala fissa.

## Storia del progetto
Nei primi anni cinquanta l'ufficio tecnico della Napier & Son avviò lo sviluppo, dopo lo sperimentale Naiad, di un nuovo motore a turbina destinato ad equipaggiare velivoli per il mercato civile e militare.
Il prototipo del modello, identificato dall'azienda come Eland, venne provato per la prima volta nel 1953, sostituendo i motori radiali a pistoni con cui era normalmente equipaggiato un Vickers Varsity destinato a fare da laboratorio volante. I voli prova continuarono fino al 1955 con l'impiego di un Airspeed Ambassador 2 prima di essere avviato alla produzione in serie. L'Eland rimase in produzione fino al 1961, anno in cui l'azienda venne acquisita dalla Rolls-Royce Limited.
L'Eland venne utilizzato per equipaggiare vari velivoli sia ad ala fissa che ad ala rotante, tra i quali l'elicottero pesante Westland Westminster, il Canadair CL-66, variante di costruzione canadese del Convair CV-340 destinata al mercato militare(in seguito rimotorizzato con gli Allison T-56 a causa di frequenti malfunzionamenti dell'apparato propulsivo), e l'elicoplano Fairey Rotodyne. Nel Rotodyne l'Eland comandava sia le due eliche traenti per il volo livellato che il compressore ausiliario che forniva la pressione per il rotore di tipo tip jet usato per il volo verticale.

## Versioni
Eland N.El.12 690 hp (2 006 kW) + 825 lbf (3,67 kN) residual thrust, static at sea level ICAN conditions.
Eland N.El.3variante espressamente destinata al Fairey Rotodyne che comandava l'elica e il compressore ausiliario che forniva la pressione per il rotore tip jet 2 805 hp (2 092 kW) + 500 lbf (2,22 kN) residual thrust, static at sea level ICAN conditions.
Eland N.El.43 765 hp (2 808 kW) + 610 lbf (2,71 kN) residual thrust, static at sea level ICAN conditions.
Eland N.El.6

## Applicazioni

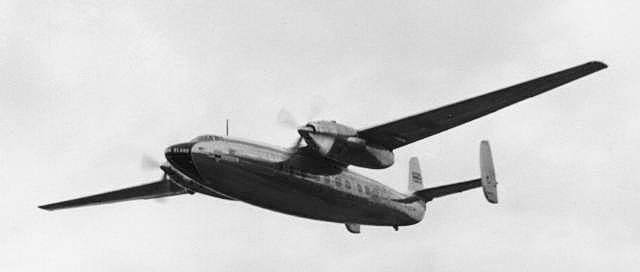
L'Airspeed Ambassador equipaggiato con i Napier Eland fotografato al Farnborough SBAC Show 1955.

### Turboalbero
Regno Unito
- Westland Westminster

### Turboelica
Canada
- Canadair CC-109 Cosmopolitan
- Canadair CL-66

 Regno Unito
- Airspeed Ambassador
- Fairey Rotodyne
- Vickers Varsity (un esemplare destinato a banco prova volante nel 1954)

 Stati Uniti
- Convair CV-540

### Pubblicazioni
- (EN) British Aero Engines 1958 (PDF), in Flight, No 2588 Vol 74, 29 agosto 1958. URL consultato il 27 agosto 2015.